# Ryan Preece
Ryan Preece (* 25. Oktober 1990 in Berlin, Connecticut) ist ein US-amerikanischer Automobilrennfahrer. Er fährt aktuell den Ford Mustang mit der Startnummer 60 für RFK Racing in der NASCAR Cup Series. Vor seiner Cup-Series-Karriere fuhr er ebenfalls Rennen in der Xfinity Series und der ARCA Menards Series East. Er ist Sieger der NASCAR Whelen Modified Tour 2013.

## Karriere

### Anfänge

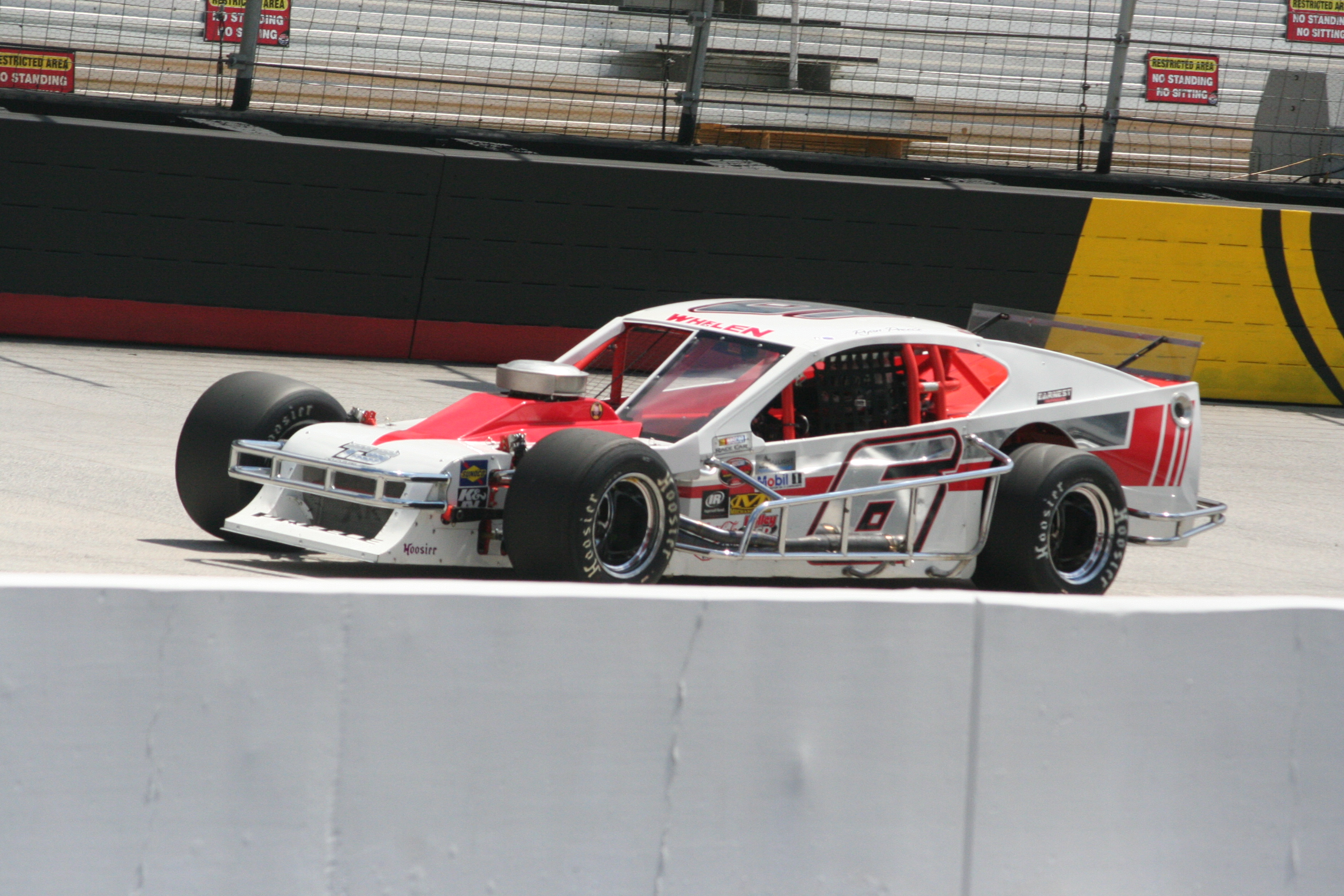
Preece bei einem Modified-Rennen, 2015.

Preece begann seine Motorsportkarriere mit Midget-Car-Rennen und fuhr ab 2007 in der Meisterschaft der Northeastern Midget Association. Neben diesen Rennen fuhr er ebenfalls in der NASCAR Whelen Modified Tour und der Whelen Southern Modified Tour. 2008 gelang ihm sein erster Sieg in der Whelen Modified Tour, als er das Rennen in Martinsville gewann. Ab 2010 nahm er an der SK Modified Series teil, wo er sich im Folgejahr den Meisterschaftssieg mit 8 Siegen sichern konnte.
Nachdem er sowohl 2009 als auch 2012 die Whelen Modified Tour auf dem zweiten Platz beendet hatte, konnte er 2013 mit 4 Siegen die Meisterschaft zum ersten Mal gewinnen. Im Alter von 22 Jahren und 11 Monaten wurde er somit zum jüngsten Meisterschaftssieger in der Geschichte der Rennserie. Die Saison 2014 und 2015 beendete er jeweils auf dem zweiten Platz. Nachdem er zur Saison 2017 ursprünglich für JD Motorsports fahren sollte, kam es gegen Dezember zur Trennung zwischen den Parteien. Die Saison bestritt er für Team Ed Partridge und konnte 5 Siege verbuchen. In der Saison 2018 fuhr er weiterhin Rennen und konnte dabei zwei Siege verbuchen, konnte jedoch wegen seiner Xfinity-Series-Saison nicht an allen Rennen teilnehmen.

### Xfinity Series
Preece debütierte am 13. Juli 2013 in der Nationwide Series, wo er den Chevrolet Camaro mit der Startnummer 8 für Tommy Baldwin Racing fuhr. Er beendete sein einziges Saisonrennen auf dem 24. Platz. Für das gleiche Team ging er auch in der Saison 2014 in zwei Rennen an den Start, wobei er auf dem New Hampshire Motor Speedway auf dem 14. Platz landete.

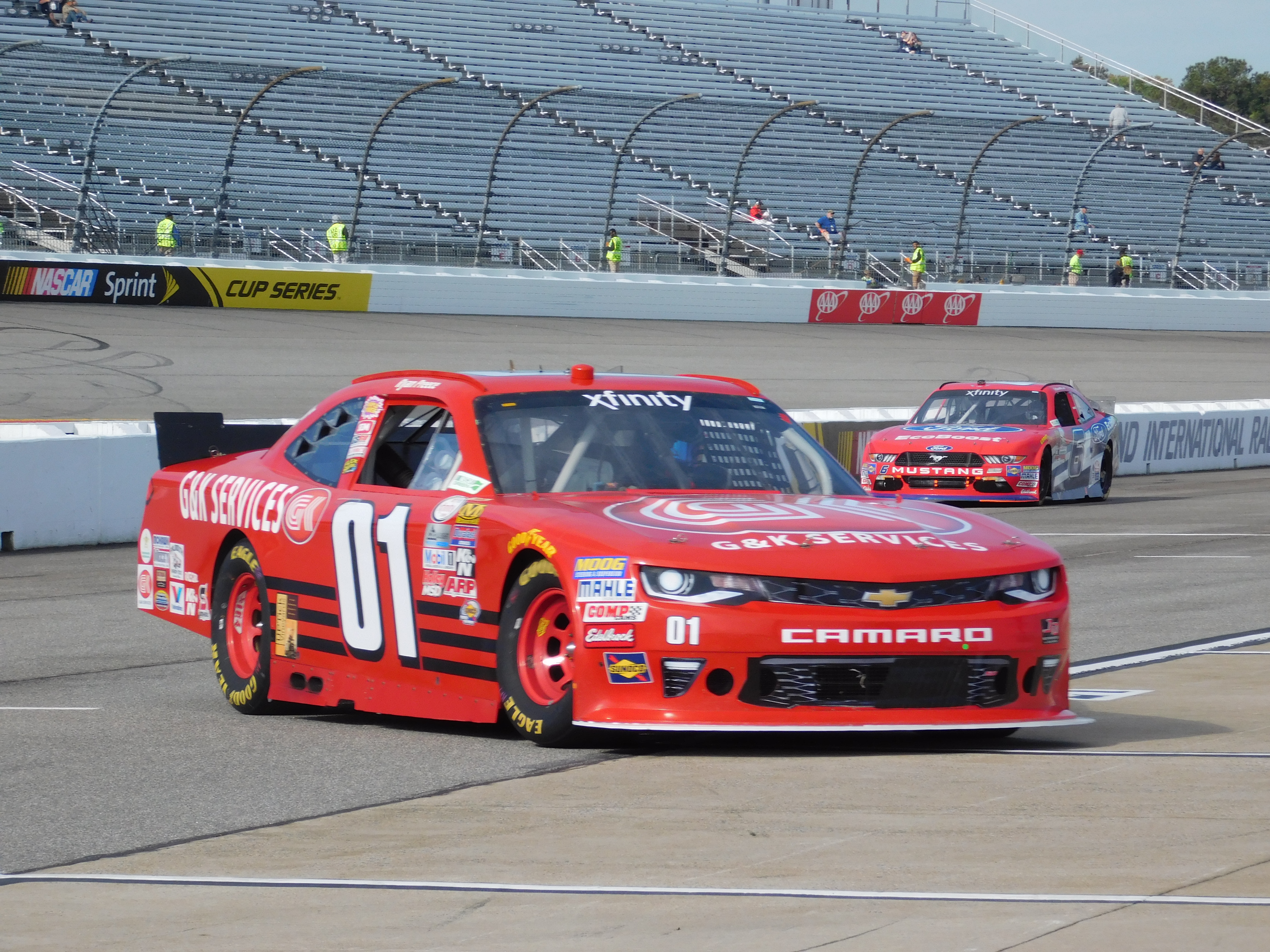
Preece bei einem Rennen der Xfinity Series im Jahr 2016.

Zur Saison 2016 unterschrieb er einen Vollzeitvertrag für die Xfinity Series mit JD Motorsports. Mit einer Bestplatzierung als 10. auf dem Darlington Raceway beendete er die Saison auf dem 17. Platz, womit er die Playoffs knapp verpasste. Neben der Xfinity Series war er ebenfalls in Rennen der K&N Pro Series East aktiv.

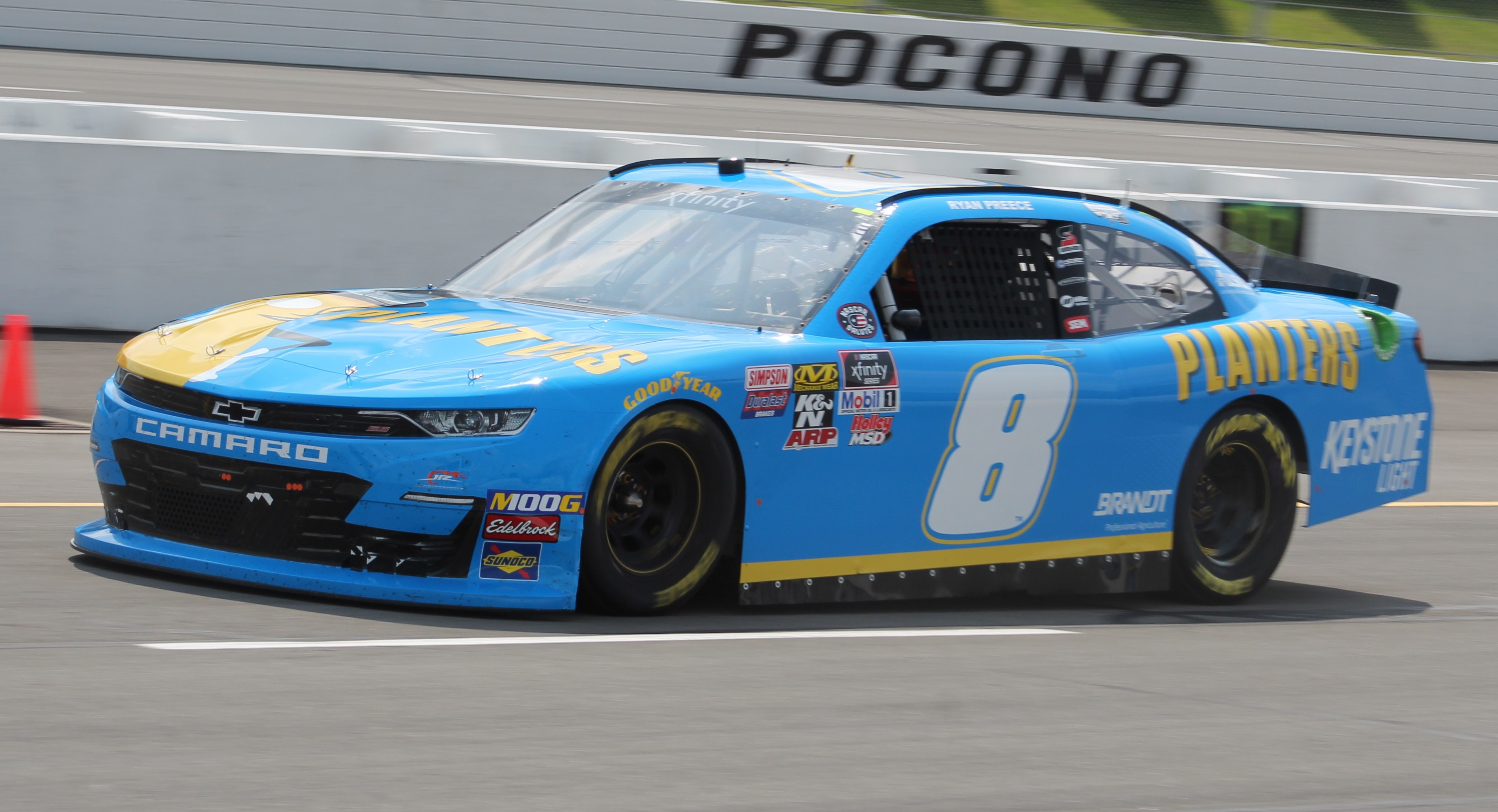
Preece beim Pocono 400 2019.

2017 und 2018 bestritt er für Joe Gibbs Racing einige Rennen in der Serie. Beim U.S. Cellular 250 auf dem Iowa Speedway gelang ihm am Samstag seine erste Pole-Position in der Xfinity Series, die er am Sonntag zu seinem ersten Sieg verwandeln konnte. Das Rennen wurde dabei sehr knapp, Preece gewann mit einem Vorsprung von 0.054 Sekunden vor Kyle Benjamin. Mit diesem Sieg konnte er sich ebenfalls einen Startplatz für das Rennen auf dem Kentucky Speedway sichern, wobei er das Rennen auf dem vierten Platz beendete. Das letzte Rennen der Saison auf dem Homestead-Miami Speedway fuhr er unter der Startnummer 18 erneut für JGR. Zur Folgesaison bekam er erneut einen Plaz in dem Rennteam und konnte über ein paar Rennen den Wagen fahren. Zum Saisonhighlight wurde dabei für ihn sein zweiter Xfinity-Series-Sieg auf dem Bristol Motor Speedway, als er im finalen Restart die Führung übernahm. Mit einigen weiteren Punktplatzierungen konnte er die Saison auf dem 21. Platz beenden.
2019 ging er für JR Motorsports an den Start und erreichte ein Bestergebnis als Vierter auf dem Pocono Raceway. Er hatte hierbei jedoch kein Anrecht auf Punkte.
Nach jahrelanger Pause kehrte er in der Saison 2022 für B. J. McLeod Motorsports in die Xfinity Series zurück. Für das Rennteam bestritt er drei Rennen, davon zwei Punktplatzierungen.

### Cup Series
Nachdem er bereits 2015 einige Rennen in teilzeit für Premium Motorsports bestritten hatte, wurde er für die Saison 2019 als Vollzeitfahrer in der Monster Energy NASCAR Cup Series für JTG Daugherty Racing vorgestellt. Er ersetzte dabei A. J. Allmendinger. Nachdem er den Saisonstart mit dem prestigeträchtigen Daytona 500 auf dem achten Platz beendet hatte, konnte er sich beim GEICO 500 auf dem Talladega Speedway sein erstes Podium mit einem dritten Platz sichern. Am Ende landete er auf Platz 26 in der Fahrerwertung. Dank seinen Resultaten wurde sein Vertrag auch auf die Saison 2020 verlängert, wobei er auf den Chevrolet mit der Startnummer 37 wechselte und somit die Saison mit Trent Owens als Crew Chief bestritt.

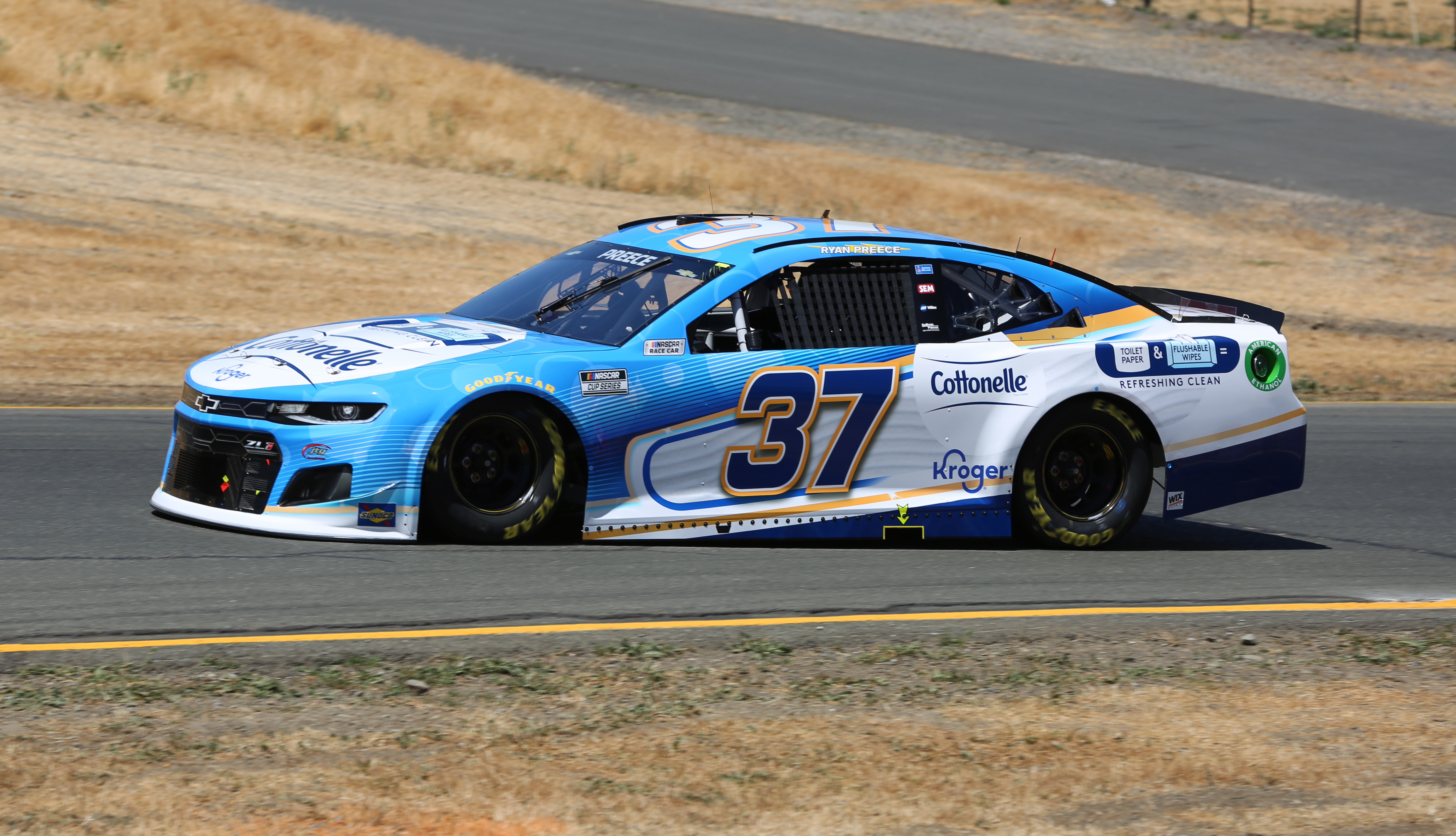
Preece bei einem Rennen, 2021.

Bereits früh erreichte dank einer Umkehr der Startaufstellung auf dem Darlington Raceway seine erste Pole-Position in der Cup Series. Aufgrund eines Motorschadens fiel er jedoch zurück und endete auf dem letzten Platz. Im weiteren Saisonverlauf war er immer wieder in mehrere Unfälle verwickelt, zum Beispiel auf dem Kansas Speedway als Christopher Bell nach einem Kontakt mit der Mauer gegen Preeces Wagen fuhr, woraufhin dieser abhob. Es war Preece viertes Ausscheiden in Folge, die Saison beende er letztendlich mit Platz 29.
Trotz mehreren Unfällen behielt er auch für die Saison 2021 seinen Sitz in der #37, hatte jedoch mit dem Wagen keinen Chartervertrag, der ihm einen Startplatz bei allen 38 Saisonrennen garantiert hätte. Zum Ende der Saison wurde sein Wagen stillgelegt, woraufhin Preece keinen Vertrag für 2022 mit JTG Daugherty Racing hatte. Neben der Cup Series debütierte er in der Camping World Truck Series und konnte direkt sein Debütrennen auf dem Nashville Superspeedway gewinnen. Er überholte dabei sieben Runden vor Schluss den führenden Grant Enfinger.
Im Januar 2022 wurde Preece als Reservefahrer für Rick Ware Racing verpflichtet und fuhr 2 Cup-Series-Rennen, schied beim Coca-Cola 600 jedoch bereits nach 13 Runden aus. Neben den Einsätzen in der Cup Series ging er ebenfalls in drei Rennen der Xfinity Series für B. J. McLeod Motorsports und für David Gilliland Racing in einigen Rennen der Camping World Truck Series an den Start. Dort konnte er in Nashville seinen Erfolg aus dem Vorjahr wiederholen, startete von der Pole-Position und gewann somit seinen zweiten Truck-Series-Titel. Das Rennen auf dem Pocono Raceway beendete er auf dem zweiten Platz.
Zur Saison 2023 wurde Preece als Vollzeitfahrer für Stewart–Haas Racing vorgestellt. Er ersetzte dabei Cole Custer und fuhr den Ford Mustang #41 unter Crew Chief Chad Johnston. Nachdem er den Saisonauftakt in Daytona unfallbedingt aufgeben musste, schaffte er in den folgenden Rennen nur eine Top-10-Platzierung in Richmond. Beim Coke Zero Sugar 400 kam es dabei zu einem der schwersten Unfälle der Saison. In Runde 157 kam es zu einem Kontakt zwischen Preece und Erik Jones. Preece verlor die Kontrolle, kollidierte mit Teamkollege Chase Briscoe und kam von der Strecke ab. Sein Wagen hob dabei ab und überschlug sich mehrfach bevor er zum Stillstand kam. Preece konnte sich aus dem Wrack retten und wurde ins Krankenhaus gebracht. Der Unfall führte zu Diskussionen über die Sicherheitsmaßnahmen der NASCAR-Rennen, da die Dachluke (die einem Fahrer ermöglichen sollte aus dem Auto zu fliehen) abbrach. Der Crash bedeute ebenfalls, dass Preece nicht an den Playoffs teilnehmen würde. Er erreichte in den letzten Rennen der Saison noch einen achten Platz auf dem Talladega Superspeedway.
2024 war er weiterhin als Fahrer der #41 aktiv, der Wagen wurde jedoch mit einer Punktstrafe belegt, nachdem die Rennleitung eine unbefugte Dachreling bemerkte.
Mit dem Ende des Steward-Haas-Teams wechselte Preece zur Saison 2025 vollzeit zu RFK Racing.